# Accademia degli Incamminati

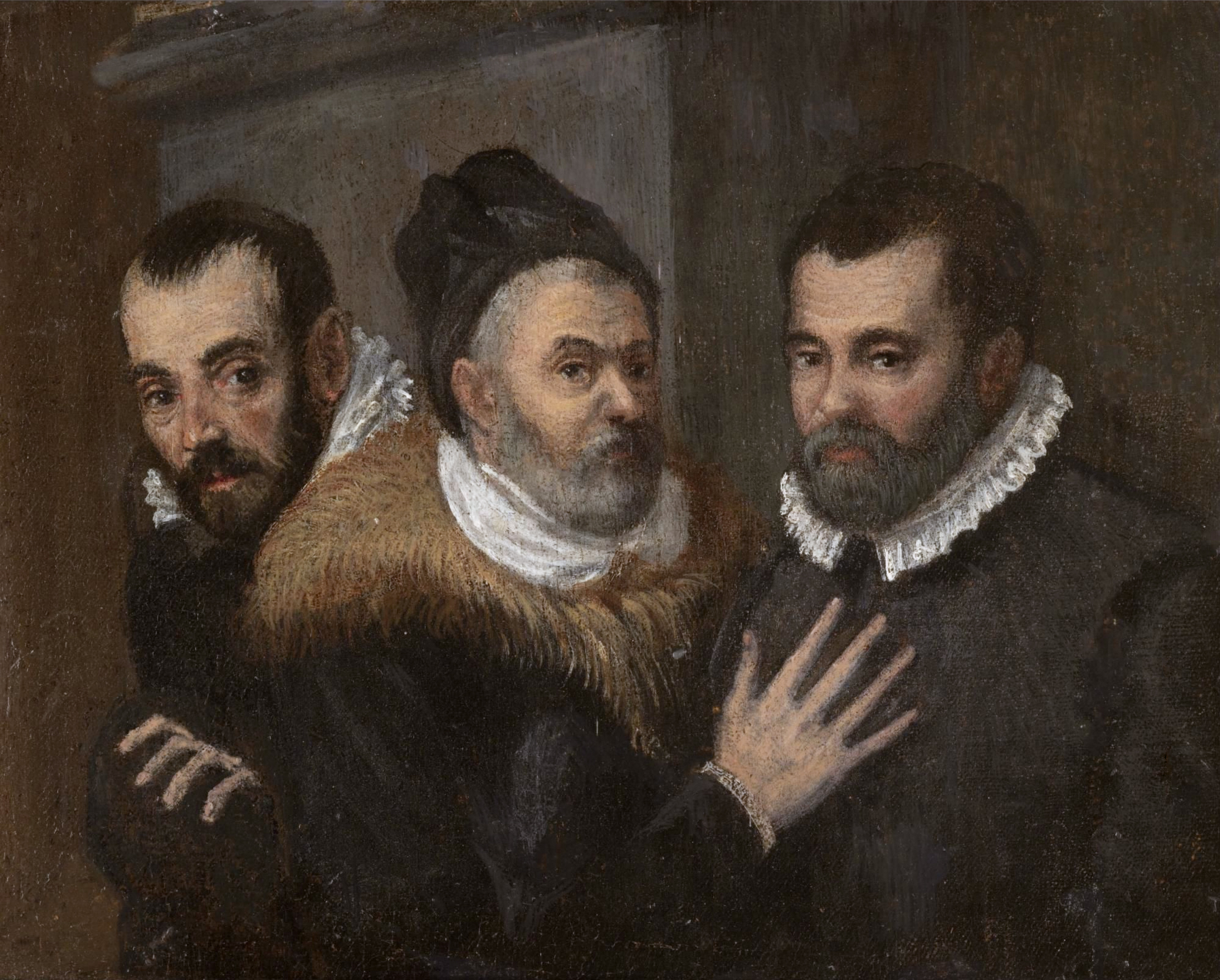
Annibale, Ludovico i Agostino Carracciowie

Accademia degli Incamminati, inaczej Akademia Bolońska lub Accademia Carracci – prywatna akademia założona w 1585 przez braci Annibale i Agostina Carraccich oraz ich kuzyna Lodovica przy ich pracowni malarskiej w Bolonii.
Pierwotna nazwa akademii brzmiała Accademia dei Desiderosi (wł. desiderio – pragnienie). W 1590 oficjalnie zmieniła swą nazwę na Accademia degli Incamminati (Akademia naprowadzających na właściwą drogę), by w końcu przyjąć miano trzech krewniaków – Accademia Carracci. Powołana została na podstawie zupełnie innych przesłanek niż florencka Accademia del Disegno (Akademia Rysunku) czy rzymska Accademia di San Luca (Akademia Świętego Łukasza).
Szkołą zarządzał najstarszy i najbardziej zrównoważony z rodziny – Lodovico, Annibale robił korekty, Agostino wykładał perspektywę oraz anatomię przy pomocy lekarza Domenica Lanzoniego.
W programie nauczania znalazły się m.in. takie przedmioty jak: studiowanie żywego modela i gipsowych odlewów anatomicznych, nauka perspektywy i światłocienia oraz przedmioty ogólne (historia, literatura, filozofia). Systematycznie urządzano konkursy z nagrodami, które służyły jako sprawdzian umiejętności. Obowiązkowym elementem pracy twórczej był rysunek z natury, traktowany jako narzędzie umożliwiające najdoskonalszy wybór elementów rzeczywistości oraz drobiazgową analizę dzieł mistrzów dojrzałego renesansu. Program estetyczny uczelni wymierzony był przeciwko manieryzmowi (studium z natury, dążenie do odnowienia tradycji sztuki renesansowej, poszukiwanie nowej formuły sztuki klasycyzującej).
Według sonetu Agostina Carracciego (napisanego prawdopodobnie ex post przez teoretyka sztuki Johannesa Molanusa) malarz powinien w swoich dziełach przejawiać: "potęgę Michała Anioła, naturalność Tycjana, czystość Correggia, harmonię Rafaela, poprawność Tibaldiego, inwencje Primaticcia i wdzięk Parmigianina”. Chodziło o to, aby niezdyscyplinowaniu i przesadzie sztuki manierystów przeciwstawić dobry smak, zdrowy rozsądek i elegancję. Według historyka sztuki Antoine’a Schnappera (1933–2004), "młodzi malarze odkrywali nową prawdę, że kultura artystyczna nie powinna przeszkadzać w obserwacji życia codziennego".
Akademia nie zastępowała tradycyjnego nauczania warsztatowego. Terminowanie u mistrza uważano nadal za pierwszy etap nauki rzemiosła malarskiego. Działała do ok. 1620. Była wzorem dla wszystkich akademii artystycznych, które pojawiły się w Europie w XVII w.
Wychowankami Akademii byli m.in. Francesco Albani, Domenichino, Guido Reni, Giovanni Lanfranco i Guercino.